# Міста Сан-Томе і Принсіпі

Мапа Сан-Томе та Принсіпі

Міста Сан-Томе і Принсіпі — список найбільших населених пунктів острівної держави Сан-Томе і Принсіпі. У списку враховані міста й містечка з населенням понад 300 осіб.
1991 року перепис населення проводився 4 серпня, 2001 року — 25 серпня. Також наводиться оцінка чисельності населення на 1 січня 2005 року.

## Список міст Сан-Томе і Принсіпі
| Міста Сан-Томе і Принсіпі |                        |                   |                   |                  |                        |             |
| Місце                     | Назва                  | Населення         | Населення         | Населення        | Населення              | Округ       |
| Місце                     | Назва                  | Перепис 1991 року | Перепис 2001 року | Оцінка 2005 року | Розрахунок на 2012 рік | Округ       |
| 1.                        | Сан-Томе (столиця)     | 42 331            | 49 957            | 56 166           | 67 868                 | Агуа-Гранде |
| 2.                        | Санту-Амару            | 5878              | —                 | 8239             | 8339                   | Лобата      |
| 3.                        | Невіш                  | 5919              | 6635              | 7392             | 7548                   | Лемба       |
| 4.                        | Сантана                | 6190              | 6228              | 6969             | 7410                   | Кантагалу   |
| 5.                        | Триндаді               | —                 | 6049              | 6636             | 8392                   | Мі-Зочі     |
| 6.                        | Сан-Жуан-душ-Анголареш | —                 | —                 | 2045             | 2443                   | Кауї        |
| 7.                        | Пантуфу                | —                 | 1929              | 2169             | —                      | Агуа-Гранде |
| 8.                        | Санта-Круш             | —                 | 1862              | —                | —                      | Кауї        |
| 9.                        | Гвадалупе              | —                 | 1543              | 1734             | 2176                   | Лобата      |
| 10.                       | Санту-Антоніу          | 1000              | 1010              | 1156             | 1342                   | Паге        |
| 11.                       | Санта-Катарина         | —                 | —                 | 971              | —                      | Лемба       |
| 12.                       | Порту-Алегрі           | —                 | —                 | 334              | —                      | Кауї        |